# 阿鲁浑萨理
阿鲁浑萨理（1245年—1307年），又作阿鲁浑萨里、阿鲁浑撒里、阿里浑撒里、阿剌浑撒里。元朝大臣、翻译家、学者，畏兀儿人，元世祖、元成宗时尚书、中书平章政事。
祖父阿台萨理精通佛学，父亲乞台萨理，精通佛学经、律、论，法名万全。阿鲁浑萨理随父定居大都，乞台萨理卒，他以父字为全氏。阿鲁浑萨理年幼聪慧，跟随国师八思巴研习佛学，通晓藏语、蒙语、汉语，精通经史、百家及阴阳、历数、图纬、方技。经八思巴举荐，作为皇太子真金宿卫，日见器重。至元二十一年（1284年）担任左侍仪奉御。劝元世祖以儒术治理天下，招用民间道艺贤士，以备任使。于是世祖开集贤馆，任命他为集贤馆学士，兼领太史院事，请立国子监。至元二十三年（1286年）升任集贤大学士。至元二十四年（1287年）转任尚书右丞，平章政事。当时，桑哥专权，搜刮民财，他多次与其论争，请罢徵理司。至元二十八年（1291年）桑哥败死，他也请求罢职。至元二十八年（1291年），担任集贤大学士。至元三十年（1293年），领太史院事。元成宗时，甚受器重。加守司徒、集贤院使，领太史院事。大德四年（1300年），再任中书省平章政事。大德七年（1303年），因为受到朱清、张瑄贿赂而罢职，大德十一年去世，延祐四年（1317年），赠太师，追封赵国公，谥号文定。

## 延伸阅读
[在维基数据编辑]
 《元史/卷130》，出自宋濂《元史》
 《新元史/卷197》，出自柯劭忞《新元史》